# Xã Uwchlan, Quận Chester, Pennsylvania
Xã Uwchlan (tiếng Anh: Uwchlan Township) là một xã thuộc quận Chester, tiểu bang Pennsylvania, Hoa Kỳ. Năm 2010, dân số của xã này là 18.088 người.